# Узбецька Вікіпедія
Узбецька Вікіпедія (узб. Oʻzbekcha Vikipediya) — розділ Вікіпедії узбецькою мовою, що відкрився у грудні 2003 року. Статті написані з використанням латинського алфавіту. У серпні 2012 був доданий перетворювач з латиниці на кирилицю.
Узбецька Вікіпедія станом на 24 березня 2025 року містить 291 555 статей, 158 163 зареєстрованих користувачів, 454 активних дописувачів, 13 адміністраторів
. Загальна кількість сторінок в узбецькій Вікіпедії — 1 097 544, редагувань — 5 419 097, завантажених файлів — 3881
. Глибина (рівень розвитку мовного розділу) узбецької Вікіпедії середня і становить 37.7 пунктів
. 

## Історія
| Збільшення кількості статей | Збільшення кількості статей |
| Кількість                   | Дата                        |
| --------------------------- | --------------------------- |
| перше редагування           | 21 грудня 2003              |
| 1000 статей                 | 28 травня 2006              |
| 10 000 статей               | 5 червня 2012               |
| 20 000 статей               | 5 липня 2012                |
| 30 000 статей               | 31 липня 2012               |
| 40 000 статей               | 27 серпня 2012              |
| 50 000 статей               | 8 листопада 2012            |
| 60 000 статей               | 29 листопада 2012           |
| 70 000 статей               | 4 січня 2013                |
| 80 000 статей               | 13 лютого 2013              |
| 90 000 статей               | 10 березня 2013             |
| 100 000 статей              | 20 березня 2013             |
| 110 000 статей              | 21 квітня 2013              |
| 120 000 статей              | 9 травня 2013               |
| 291 555 статей              | Сьогодні                    |

## Блокування
Уряд Республіки Узбекистан сумно відомий своєю політикою інтернет-цензури. Влада блокує не тільки зміст сайтів, але і контролює доступ до Інтернету окремих осіб. Цензурі піддається інформація про андижанські події, критику уряду Узбекистана, примусову працю дітей на бавовняних полях, примусову стерилізацію жінок, права людини та соціальну ситуацію, інформація про фактичний стан економіки Узбекистану, особисте життя президента Іслама Карімова і його дочки, зубожіння населення Узбекистану, і соціальні хвилювання. Вся Вікіпедія була короткотривало блокована в Узбекистані в 2007 і 2008 роках. Узбецька Вікіпедія була заблокована в Узбекистані десь в кінці вересня/на початку жовтня 2011 року. Користувачі в Узбекистані можуть легко відкрити статті Вікіпедії на інших мовах. Тільки узбецькою мовою статті були заблоковані. Блокування не дуже надійне: у даний час з узбецькою Вікіпедією можна ознайомитися по HTTPS-з'єднанню.